# Life after Death (Beverly Hills, 90210)
Life after Death is de vierde aflevering van het vijfde seizoen van het tienerdrama Beverly Hills, 90210, die voor het eerst werd uitgezonden op 28 september 1994.

## Verhaal
Brandon heeft het moeilijk met het overlijden van Josh, hij houdt een emotionele toespraak in een herdenkingsmis. Als iedereen buiten staat na de mis probeert iedereen Brandon op te vrolijken. Vooral Kelly heeft het er moeite mee, ze weet niet hoe moet reageren. Kelly is bang dat hetzelfde gebeurt als met Dylan toen zijn vader stierf. Als Brandon de eerste vergadering wil openen dan komt Alex naar hem toe met de mededeling dat hij en andere zijn voorzitterschap aan wil vechten, omdat Brandon niet als voorzitter gekozen is. Hij twijfelt nu of hij voorzitter wil blijven maar na het lezen van een brief die Josh heeft gestuurd naar zijn ouders besluit hij ervoor te vechten.
Felice heeft een blind date geregeld voor Donna, die hier niet blij mee is met het bemoeien van haar leven door haar moeder. Maar ze gaat toch overstag. ’s Avonds is ze op een feestje als ze een knappe jongen ontmoet, Griffin. Ze flirten de hele avond en hebben een leuke avond. Als Donna de volgende morgen wacht bij haar moeder op haar blind date dan is het tot haar verrassing Griffin.
David komt Clare tegen in de klas en vindt haar wel interessant en andersom ook. Ze weten niet van elkaar dat ze allebei een connectie hebben met Donna. Als David erachter komt dat Clare bij Donna woont, kan hij dit niet aan en besluit om weg te lopen. Later wil hij het toch proberen en Donna vindt het ook prima dat ze samen zijn. Dit omdat Donna met Griffin een leuke tijd hebben.
Valerie staat weer op de stoep bij Dylan en wil naar binnen, Dylan twijfelt maar laat haar toch maar binnen. Ze praten wat en belanden uiteindelijk in zijn bed, Dylan wil wel dat ze beseft dat hij geen vaste relatie zoekt. De volgende dag zijn Valerie, Dylan en Steve in de Peach Pitt en daar flirt Valerie met Steve, dit tot ergernis van Dylan.

## Rolverdeling
- Jason Priestley - Brandon Walsh
- Jennie Garth - Kelly Taylor
- Ian Ziering - Steve Sanders
- Gabrielle Carteris - Andrea Zuckerman
- Luke Perry - Dylan McKay
- Brian Austin Green - David Silver
- Tori Spelling - Donna Martin
- Tiffani Thiessen - Valerie Malone
- Carol Potter - Cindy Walsh
- James Eckhouse - Jim Walsh
- Mark D. Espinoza - Jesse Vasquez
- Joe E. Tata - Nat Bussichio
- Kathleen Robertson - Clare Arnold
- F.J. Rio - Alex Diaz
- Katherine Cannon - Felice Martin
- Ryan Thomas Brown - Morton Muntz
- Casper Van Dien - Griffin Stone
- Nicholas Pryor - Milton Arnold
- Nancy Sorel - Gloria Richland